# Blå öronfasan
Blå öronfasan (Crossoptilon auritum) är en asiatisk hönsfågel i familjen fasanfåglar. Den förekommer enbart i Kina, men är vanligast av alla öronfasaner.

## Utseende och läten
Blå öronfasan är en mycket stor, upp till 98 cm lång fasan. Fjäderdräkten är karakteristisk med sammetssvart hjässa, röd hudflik i ansiktet, gult öga, förlängda örontäckare som formar långa vita tofsar bakom ögonen (därav namnet öronfasan). Den spektakulärt böjda och lösa stjärten med 24 förlängda blågrå fjädrar är svartspetsad. Könen är lika men hanen är något större. Hanens revirläte består av en serie med fyra till fem hesa och hårda kraxanden.

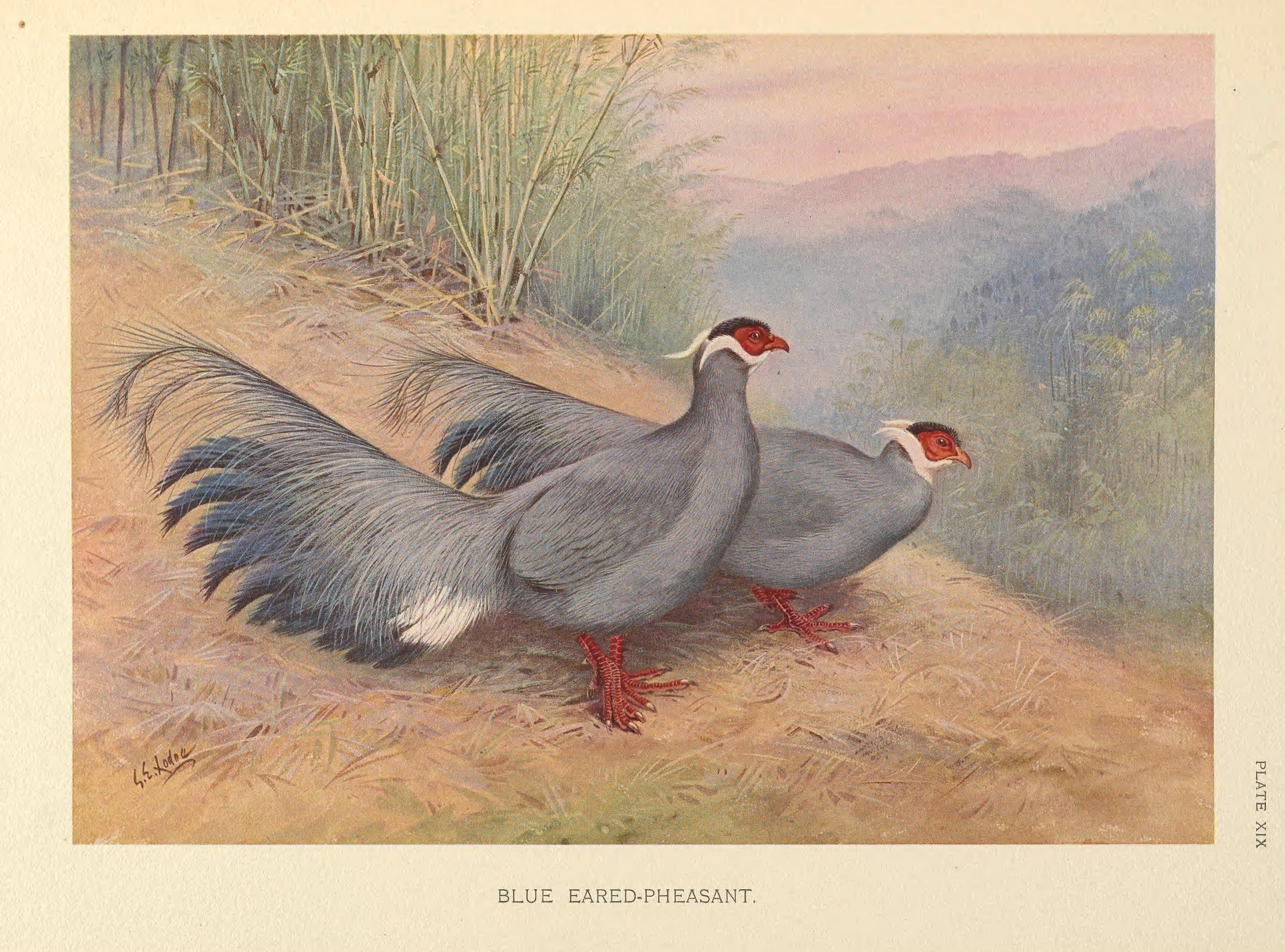

## Utbredning
Fågeln förekommer enbart i skogsområden i bergstrakter i norra och centrala Kina, från östra Qinghai österut genom Gansu till Inre Mongoliet (Helan Shang) och söderut till västra Sichuan och nordostligaste Tibet (Danglabergen).

## Systematik
Studier visar att blå öronfasan är mycket nära släkt med brun öronfasan. Den behandlas som monotypisk, det vill säga att den inte delas in i några underarter.

## Levnadssätt
Blå öronfasan förekommer i barr- och blandskog i bergstrakter samt bland enbuskar och snår ovan trädgränsen. Födan består huvudsakligen av bär och vegetabiliskt material. Fågeln häckar mellan april och juni.

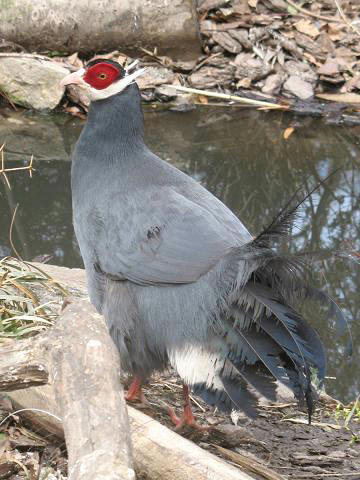
Blå öronfasan i Central Park Zoo i New York, USA.

## Status och hot
Arten har ett stort utbredningsområde, men tros minska i antal, dock inte tillräckligt kraftigt för att den ska betraktas som hotad. Internationella naturvårdsunionen IUCN listar arten som livskraftig (LC). Världspopulationen har inte uppskattats men den beskrivs som vanlig.